# Крейцер, Оливер
Оливер Крейцер (нем. Oliver Kreuzer; род. 13 ноября 1965, Мангейм) — западногерманский футболист, защитник.

## Карьера

### Клубная карьера
Во взрослом футболе дебютировал в 1985 году в клубе «Карлсруэ», за который выступал на протяжении следующих шести сезонов.
В 1991 году он подписал контракт с клубом «Бавария» из Мюнхена, за который выступал следующие шесть сезонов. Вместе с командой дважды становился чемпионом Германии в сезонах 1993/94 и 1996/97. Кроме того, в сезоне 1995/96 клуб стал обладателем Кубка УЕФА.
В сезоне 1997/98 Крейцер присоединился к швейцарскому клубу «Базель», которым в то время руководил Йорг Бергер. Его первый выход на поле состоялся 9 июля 1997 года в выездном матче против клуба «Лозанна» (3:0). Он забил свой первый гол за клуб 19 октября того же года в ворота «Цюриха».
В сезоне 2001/02 Крейцер вместе с командой завоевал титул национального чемпиона, а также стал обладателем Кубка Швейцарии. Завершил футбольную карьеру в 2002 году.

### Карьера в молодёжной сборной
В 1982 году дебютировал в официальных матчах в составе национальной сборной ФРГ до 16 лет. Позднее он также выступал за национальные команды до 18 и до 21 года, а также провёл один матч в составе олимпийской сборной страны.

## Достижения
«Бавария»
- Чемпион Германии: 1993/94, 1996/97
- Обладатель Кубка УЕФА: 1995/96

«Базель»
- Чемпион Швейцарии: 2001/02
- Обладатель Кубка Швейцарии: 2001/02